# Iounane
Iounane (franska: Iounane (CR), Iounane (Commune Rurale), arabiska: جحجوح) är en kommun i Marocko.   Den ligger i provinsen Chefchaouen och regionen Tanger-Tétouan-Al Hoceïma, i den nordöstra delen av landet, 210 km nordost om huvudstaden Rabat. Antalet invånare är 23 132.